# Charles Jervas

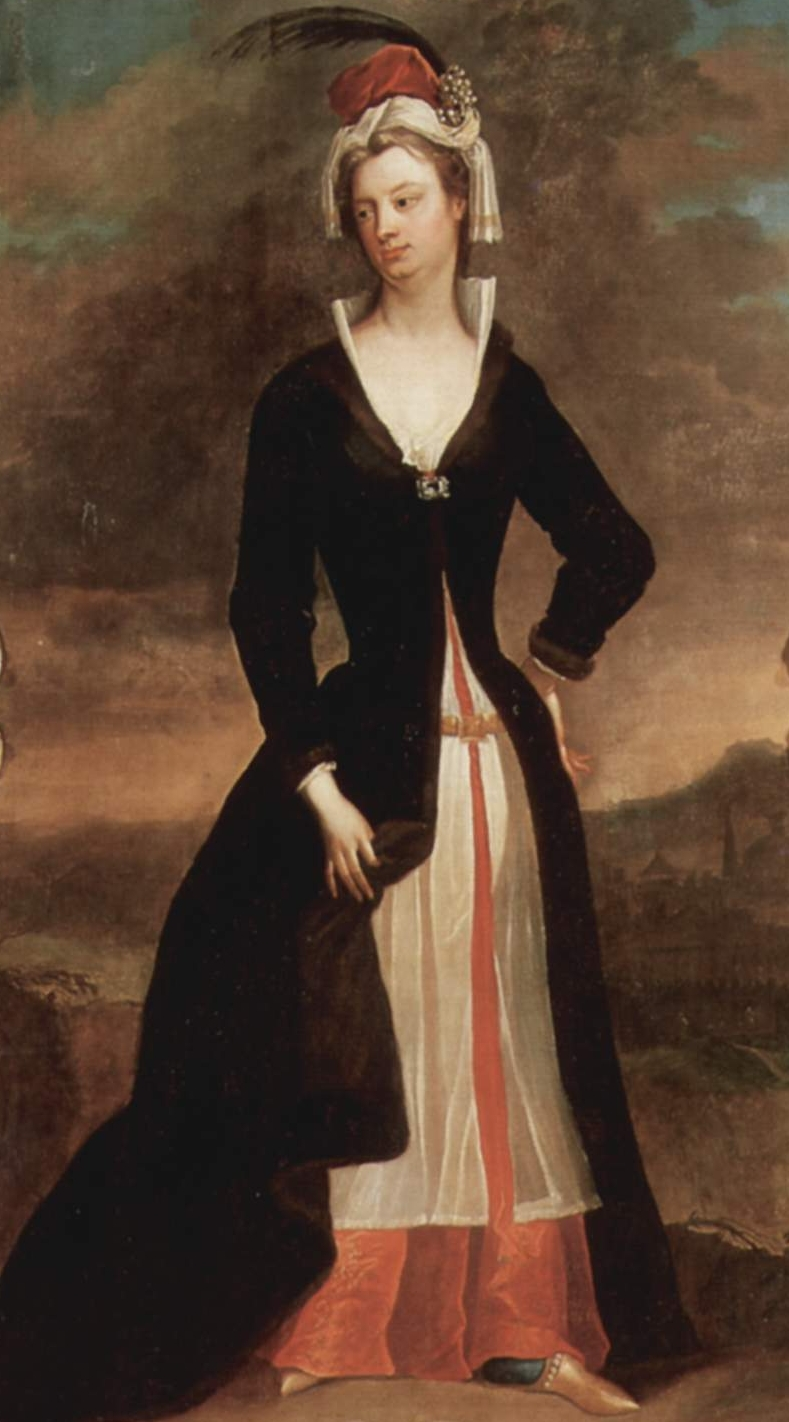
Lady Mary Wortley Montagu par Jervas (1716), National Gallery of Ireland, Dublin

Charles Jervas, parfois orthographié Jarvis (c. 1675 - 1739), est un portraitiste irlandais et britannique, un traducteur et un collectionneur d'art. Il devint le peintre officiel du roi George Ier de Grande-Bretagne.

## Biographie

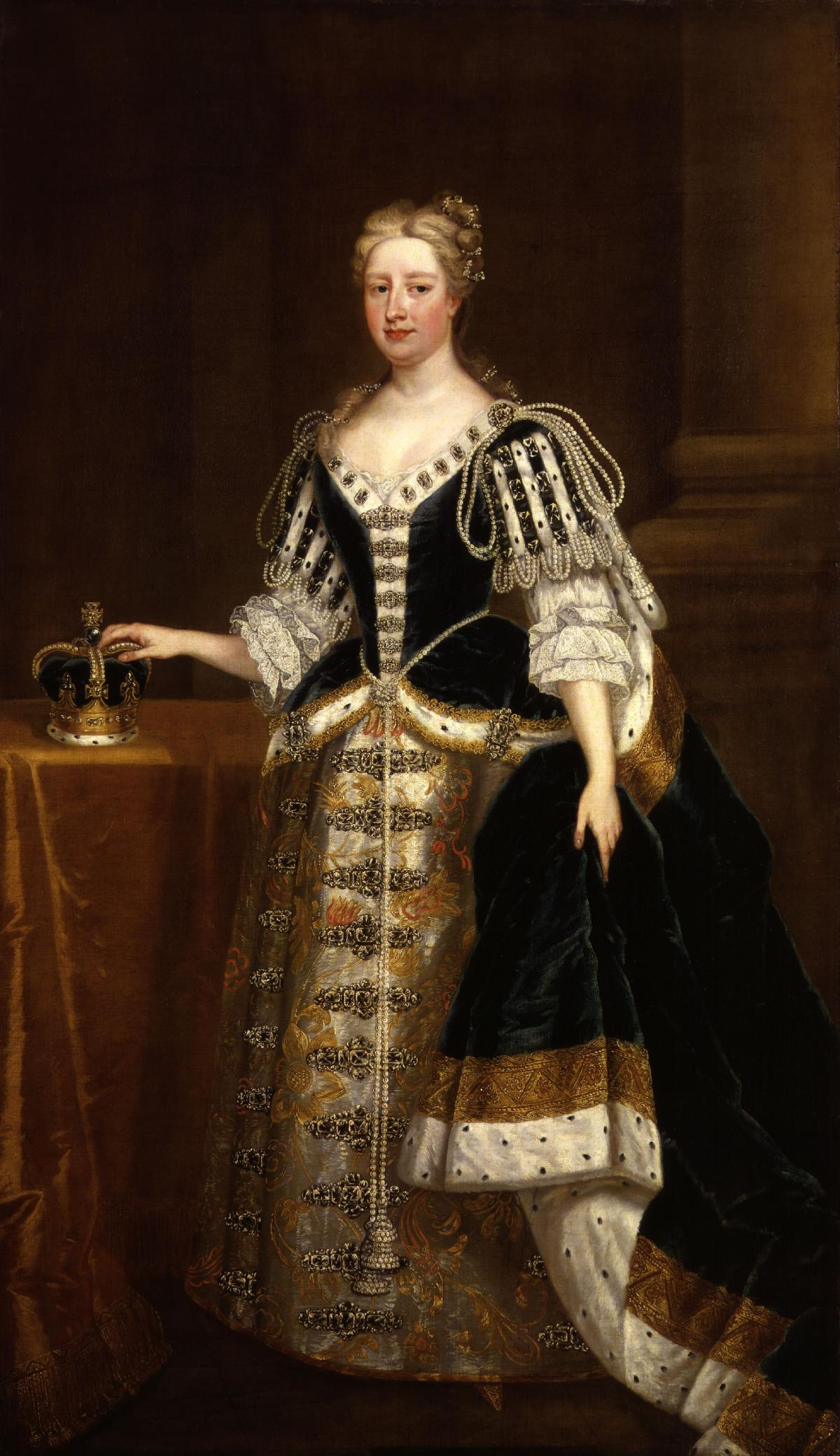
La Reine Caroline par Jervas

Né dans le comté d'Offaly aux alentours de 1675, Charles Jervas était le fils d'un propriétaire terrien, John Jervas, et de son épouse, Lady Elizabeth Baldwin, fille de Sir John Baldwin, comte de Corolanty et Clonlisk. Il passa ses premières années à Dublin, avec ses frères et sœurs. On reconnut très tôt son talent pour la peinture. Il suivit sa formation à Londres auprès de Sir Godfrey Kneller, dont il fut l'assistant de 1694 à 1695.
Après avoir vendu des copies de dessins de Raphaël vers 1698 à George Clarke, de All Souls College (Oxford), il voyagea l'année suivante à Paris et à Rome grâce au produit de cette vente et au soutien financier de sa famille. Il y demeura la plupart du temps, pendant dix ans, avant de regagner Londres en 1709 et d'y connaître le succès en tant que peintre. Il épousa une riche veuve, Penelope Hume († 1747).
Portraitiste des personnalités éminentes de son époque, tels Joseph Addison, Robert Walpole ou encore ses amis Jonathan Swift et Alexander Pope, Charles Jervas devint un artiste célèbre, parfois mentionné dans les écrits de ses contemporains. Il donna des cours de peinture à Pope, dans sa maison de Cleveland Court, St James's, ce que relate Pope dans son poème To Belinda on the Rape of the Lock (1713). L'épître de Pope intitulée Epistle to Mr Jervas (1715) fut publiée dans l'édition de 1716 de la traduction par Dryden (1695) du traité de Du Fresnoy, De arte graphica.
En raison de sa réputation grandissante, Jervas succéda à Kneller, après la mort de celui-ci, en tant que peintre de cour auprès du roi George Ier en 1723. Il fit entre autres le portrait de la reine Caroline, épouse de George II, après Kneller.
En 1738, il retourna en Italie au nom du roi, pour des achats de toiles de maîtres. Peu de temps après son retour à Londres, il mourut d'une infection aggravée par des problèmes d'asthme. Après sa mort, ses héritiers vendent sa collection d'objets d'art ; la vacation aurait duré neuf jours.
Sa traduction du Don Quichotte de Cervantes fut publiée à titre posthume en 1742. Le nom indiqué est « Charles Jarvis » à cause d'une coquille de l'imprimeur. Ce travail est donc connu sous le nom de « traduction Jarvis ». Jervas fut le premier à écrire une introduction au Quichotte en y incluant une analyse critique des traductions précédentes. Cette traduction, considérée comme meilleure que celle de Thomas Shelton mais critiquée pour son manque d'humour et de vivacité, fut constamment rééditée au cours du XIXe siècle.

## Notes

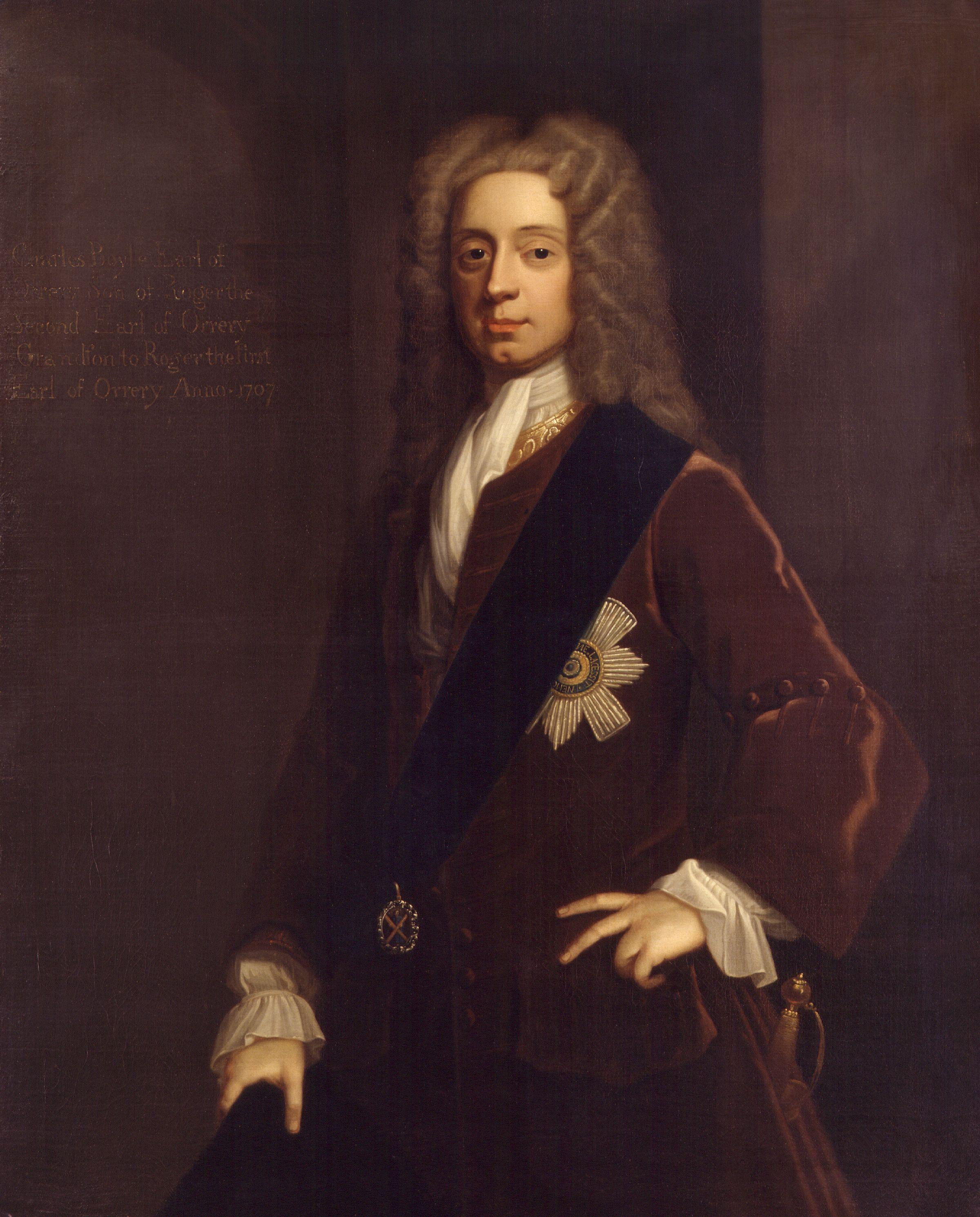
Charles Boyle, 4e comte d'Orrery, par Jervas